# Ministry of Fear
Ministry of Fear (conocida como El ministerio del miedo en España y Prisioneros del terror en México y Argentina) es una película estadounidense de 1944 dirigida por Fritz Lang y basada en la novela The Ministry of Fear de Graham Greene.

## Trama
Londres, durante el Blitz. Stephen Neale (Ray Milland), recién salido de un sanatorio mental, llega a una feria donde gana una tarta, dentro de ella se encuentra un microfilm. A partir de ese momento se ve envuelto en una red internacional de espías y perseguido por agentes extranjeros después de recibir inadvertidamente algo que ellos desean.

## Reparto
- Ray Milland - Stephen Neale
- Marjorie Reynolds - Carla Hilfe

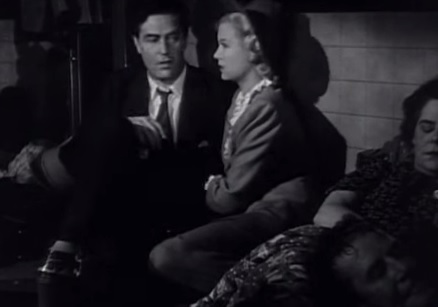
Ray Milland y Marjorie Reynolds
en parte de un fotograma
del reclamo de la película.

- Carl Esmond - Willi Hilfe/Sr. Macklin
- Hillary Brooke - Sra. Bellane #2
- Percy Waram - Inspector Prentice
- Dan Duryea - Cost/Travers
- Alan Napier - Dr. Forrester
- Erskine Sanford - George Rennit
- Mary Field - Martha Penteel
- Aminta Dyne - Sra. Bellane #1